# إيمون إليوت
إيمون إليوت (بالإنجليزية: Emun Elliott)‏ هو ممثل بريطاني، ولد في 28 نوفمبر 1983 في المملكة المتحدة.

## أعمال

### أفلام
- (2012) بروميثيوس[4][5][6]
- (2015)  القوة تنهض[7]
- (2017) 6 أيام

## وصلات خارجية
- إيمون إليوت على موقع IMDb (الإنجليزية)
- إيمون إليوت على موقع أول موفي (الإنجليزية)
- إيمون إليوت على موقع قاعدة بيانات برودواي على الإنترنت (الإنجليزية)
- إيمون إليوت على موقع قاعدة بيانات الأفلام السويدية (السويدية)
- إيمون إليوت على موقع قاعدة بيانات الفيلم (الإنجليزية)
- إيمون إليوت على موقع كينوبويسك (الروسية)